# Oko
Okó je organ vida, ki zaznava svetlobo. 
Pri različnih vrstah organizmov najdemo različne vrste na svetlobo občutljivih organov. Najenostavnejše oči zaznavajo le razliko med svetlim in temnim, bolje razvite pa lahko razlikujejo tudi med oblikami in barvami. Vidna polja nekaterih dobro razvitih oči, npr. pri človeku, se med seboj v veliki meri prekrivajo in s tem omogočajo boljše zaznavanje globine (binokularni vid). Pri zajcih in kameleonih pa so nameščene tako, da je prekrivanje kar se da majhno.

## Osnovne značilnosti
Fotoreceptorji so:
- paličnice - zaznavajo svetlo/temno in so bolj občutljive
- čepnice - zaznavajo barve

Da delujejo fotoreceptorji, je za to nujno potreben retinal, ki je aldehid vitamina A. Ta se zravna ko nanj pade svetloba, s tem pa sproži kaskado kemijskih reakcij, ki na koncu privede do signala v obliki akcijskega potenciala. Po tem se takoj nazaj spet zvije. Retinal je del beljakovine opsin, ki ob zvitju retinala posreduje informacijo o dražljaju dalje. V očesu sesalcev je pet vrst opsina:
- rodopsin - paličnice (svetlo/temno)
- štirje opsini v čepnicah (barve)
  - občutljiv na dolgovalovno svetlobo (rdeča)
  - občutljiv na svetlobo srednjih valovnih dolžin (zelena)
  - občutljiv na kratkovalovno svetlobo (modra)
  - občutljiv na kratkovalovno svetlobo (vijolična/ultravijolična)

Lateralna inhibicija ojača razlike med svetlim in temnim ter izboljša ločljivost. Inhibicijski nevroni so živčne celice, ki zavirajo sosednje celice. Ko na eno čutilno celico pade veliko svetlobe, ta preko inhibicijskih povezav zavre sosednjo. Tako lahko natančno razberemo razlike, kot na primer pri branju. Brez lateralne inhibicije ne bi bili sposobni brati ali dovolj razločno videti nekaterih stvari.

## Anatomija očesa pri sesalcih
1. Zadajšnji očesni prekat
2. Nazobčana črta
3. Ciliarna mišica
4. Zinnova zonula
5. Schlemmov kanal
6. Zenica
7. Sprednji očesni prekat
8. Roženica
9. Šarenica
10. Skorja leče
11. Jedro leče
12. Grebeni ciliarnika
13. Veznica
14. Spodnja poševna mišica
15. Spodnja prema mišica
16. Medialna prema mišica
17. Arterije in vene mrežnice
18. Izstopišče vidnega živca
19. Trda možganska ovojnica (dura)
20. Centralna mrežnična arterija
21. Centralna mrežnična vena
22. Vidni živec
23. Vena vortikola
24. Tenonova ovojnica
25. Makula
26. Fovea
27. Beločnica
28. Žilnica
29. Zgornja prema mišica
30. Mrežnica

### Tri plasti
Sesalsko oko lahko razdelimo v tri glavne plasti ali ovojnice, katerih ime izraža njihovo glavno vlogo: vezivna plast, žilna plast in živčna plast.
- Vezivna plast, imenovana tudi tunica fibrosa oculi, je zunanja plast zrkla in jo gradita roženica in beločnica.[4] Beločnica daje očesu belo barvo. Sestoji iz čvrstega vezivnega tkiva, izpolnjenega s kolagenom, in ščiti notranjo vsebino zrkla ter ohranja njegovo obliko.[5]
- Žilna plast, imenovana tudi tunica vasculosa oculi, je srednja ožiljena plast zrkla. Obsega šarenico, ciliarnik in žilnico.[4][6][7] Žilnica vsebuje krvne žile, ki oskrbujejo celice mrežnice s potrebnim kisikom in odnašajo odpadne produkte celičnega dihanja. Notranjemu delu zrkla daje temno barvo, ki preprečuje moteče odseve v očesu.
- Živčna plast, imenovana tudi tunica nervosa oculi, je čutilo in jo gradi mrežnica.[4][7] Mrežnica vsebuje na svetlobo občutljive čepnice in paličnice ter pridružene nevrone. Za čim boljši vid in absorpcijo svetlobe je mrežnica razmeroma gladka (vendar ukrivljena) plast. Na dveh mestih je zgrajena drugače. Rumena pega, vdolbina v mrežnici nasproti leče, vsebuje številne čepnice. Pri človeku omogoča barvni vid in veliko ostrino vida, npr. za branje. Izstopišče vidnega živca, včasih imenovano anatomska slepa pega, je mesto na mrežnici, kjer optični živec prehaja skozi mrežnico in se povezuje z živčnimi celicami na njeni notranji strani. Tu ni nobenih na svetlobo občutljivih celic.

### Sprednji in zadajšnji segment
Sesalsko oko lahko razdelimo tudi v dva segmenta: sprednji segment in zadajšnji segment.

#### Sprednji segment
Sprednji segment pomeni sprednjo tretjino očesa, ki vključuje strukture pred steklovino: roženica, šarenica, ciliarnik in leča. V sprednjem segmentu sta dva s tekočino napolnjena prostora: sprednji očesni prekat in zadajšnji očesni prekat. Sprednji prekat je prostor med zadajšnjo površino roženice (tj. roženični endotelij) in šarenico, zadajšnji prekat pa leži med šarenico in sprednjo stranjo steklovine.
Roženica in leča usmerjata svetlobne žarke v žarišče na mrežnici. Leča, ki leži za šarenico, je  bikonveksen, prožen disk, ki usmerja svetlobo skozi steklovino na mrežnico. S suspenzornimi ligamenti je pritrjena na ciliarnik. Pri gledanju na daleč je ciliarna mišica sproščena, tako da so vlakna, ki jo povezujejo z lečo, napeta in se leča splošči. Kadar se ciliarna mišica skrči, se napetost vlaken zmanjša (ponazoritev: trikotnik, pri katerem je razdalja med vrhom in osnovnico krajša od razdalje med vrhom in ostalima dvema ogliščema), zato se leča vrne v bolj izbočeno in okroglo obliko. Pri človeku se s staranjem tovrstna prožnost zmanjša, zato se oko ni več sposobno osredotočiti na bližnje predmete; temu pravimo prezbiopija ali starostna daljnovidnost. Iz oblike roženice in leče ter iz dolžine zrkla izvirajo tudi druge refrakcijske napake očesa: miopija (kratkovidnost), hiperopija (daljnovidnost) in astigmatizem. Šarenica, ki leži med lečo in prekatno vodico, je pigmentiran obroč vezivnožilnega tkiva in mišičnih vlaken. Svetloba vstopi v oko skozi središče šarenice, imenovano zenica. Velikost zenice dejavno prilagajata krožna in radialna mišičnina in s tem ohranjata razmeroma konstantno raven svetlobe, ki vstopa v oko. Preveč svetlobe bi poškodovalo mrežnico; premalo bi ne omogočalo jasnega vida.
Vsi sestavni deli zrkla, skozi katere potuje svetloba, preden doseže mrežnico, so prozorni, da omogočajo čim bolj neovirano pot svetlobe. Svetloba vstopi v oko iz zunanjega sredstva, kot sta zrak ali voda, preide skozi roženico in v prekatno vodico. Svetloba se v glavnem lomi na roženici, katere ukrivljenost je nespremenljiva. Prekatna vodica je bistra tekočina, ki povezuje roženico z lečo, ohranja konveksno obliko roženice (potrebna za usmerjanje svetlobe na lečo) in oskrbuje roženični endotelij s hranili.

#### Zadajšnji segment
Zadajšnji segment pomeni zadnji dve tretjini očesa. Obsega sprednjo hialoidno membrano in vse strukture za njo: steklovino, mrežnico, žilnico in vidni živec.
Na drugi strani leče je steklovina, ki jo obdajajo leča, ciliarnik, suspenzorni ligamenti in mrežnica. Omogoča prehajanje svetlobe brez loma, ohranja obliko očesa in drži nežno lečo. Mrežnica nekaterih živalih, npr. mačk, vsebuje odbojno plast (tapetum lucidum), ki poveča količino svetlobe, ki pade na vsako fotosenzibilno celico, in jim tako omogoča boljši vid pri majhni osvetljenosti.

### Zunanji deli očesa
Pri mnogih vrstah so zrkla vstavljena v del lobanje, ki ga imenujemo orbite oz. očesne votline. S tem so zaščitena pred poškodbo.
Obrvi pri ljudeh preusmerjajo tekoče snovi (kot je npr. deževnica ali znoj) stran od očesa. Voda v očesu bi lahko spremenila njegove lomne lastnosti in zameglila vid. Zaradi osmotske razlike med solzami in sladko vodo lahko spere tudi solze in zaščitno lipidno plast ter spremeni fiziologijo roženice. Tako npr. pri plavanju v bazenih osmotski gradient potegne (hipotonično) bazensko vodo v tkivo roženice, povzroči edem in tako za kratek čas zamegli vid plavalca. Stanje lahko popravimo tako, da oko speremo s hipertonično slanico, ki odvečno vodo osmotsko izčrpa iz očesa.
Mnoge živali, tudi ljudje, imajo veke, s katerimi brišejo oči in preprečujejo dehidracijo. Na oči razpršijo solze, ki vsebujejo protibakterijske snovi. Nekatere vodne živali imajo v vsakem očesu še drugo veko, ki lomi svetlobo in jim omogoča jasen vid nad vodo in pod njo. Večina bitij se na grožnjo očem refleksno odzove tako, da si jih pokrijejo ali da jih obrnejo stran od nevarnosti. Refleksno je tudi mežikanje.
Pri človeku in drugih živalih so sestavni del očesa tudi trepalnice, ki preprečujejo drobnim delcem vstop v oko. Drobni delci so lahko bakterije, pa tudi navaden prah, in lahko razdražijo oči, kar povzroči solzenje in zameglitev vida.